# ゴードン・フリーマン
ゴードン・フリーマン（Gordon Freeman）はコンピューターゲームソフト『ハーフライフ』の主人公である架空の人物。
英『エンパイア』誌のゲームキャラTOP50で1位に輝いたMIT卒の理論物理学者である。ゴードンはシリーズを通じて大抵は支援者がおらず圧倒的に不利な状況を跳ねのけていかなければならない。作中では彼は決してしゃべらず、シーンやミッションのブリーフィングのカットは存在しない。すべての行動はゴードンの視点で描かれ、プレイヤーはゴードンのほぼすべての行動をコントロールできる。
ゴードンはブラックメサ研究所で働いていたが、ある実験で偶然異次元との通路が開いてしまい、敵対する生物が飛び出し混乱状態に陥った。初代『ハーフライフ』では、プレイヤーはゴードン・フリーマンとして、エイリアンだけでなく、この状況を食い止め生き残りの目撃者達を殺すために送り込まれた海兵隊と、研究所内で研究所の同僚達と共に交戦する。続編の『ハーフライフ2』では、ゴードンはブラックメサの事故後のディストピアとなった時代に送り込まれる。この時代、コンバインと呼ばれる異次元帝国軍は異次元との通路を利用し、軍事的に地球を支配していた。ゴードンは抵抗組織に属し、圧政者との闘いの中で抵抗組織を助ける。

## 補足
2008年、LHC (大型ハドロン衝突型加速器) の稼働実験で本人を連想させる人物が居ると話題になった。